# 住吉町 (刈谷市)
住吉町（すみよしちょう）は、愛知県刈谷市の町名。2019年5月1日時点の人口は1,149人。郵便番号は448-0852。

## 地理
刈谷市の中央部に位置している。北は若松町や神田町や大手町と、東は下重原町と、南は下り松川を境に田町と、西は高松町と接している。

## 歴史
もともとは見渡す限りに田園が広がっていたが、国鉄刈谷駅に近い立地を生かして、1945年（昭和20年）頃から住宅地化が進行した。1960年（昭和35年）に刈谷市大字元刈谷の一部が刈谷市住吉町となった。1963年（昭和38年）には刈谷豊田病院が開院した。
1989年（平成元年）時点の世帯数は438、人口は1,312。

## 施設
- 刈谷市立刈谷南中学校 - 1947年（昭和22年）開校。
- 刈谷市立住吉小学校 - 1968年（昭和43年）開校[4]。
- 刈谷市立住吉幼稚園 - 1968年（昭和43年）開園[4]。
- 刈谷市美術館 - 1983年（昭和58年）開館[4]。
- 刈谷市中央図書館 - 1990年（平成2年）開館。
- 刈谷豊田総合病院 - 1963年（昭和38年）開院[4]。愛知県災害拠点病院に指定されている。
- 住吉公園 - 1970年（昭和45年）設置[4]。
- 刈谷市営住吉住宅 - 2007年度（平成19年度）・2008年度（平成20年度）竣工[5]。

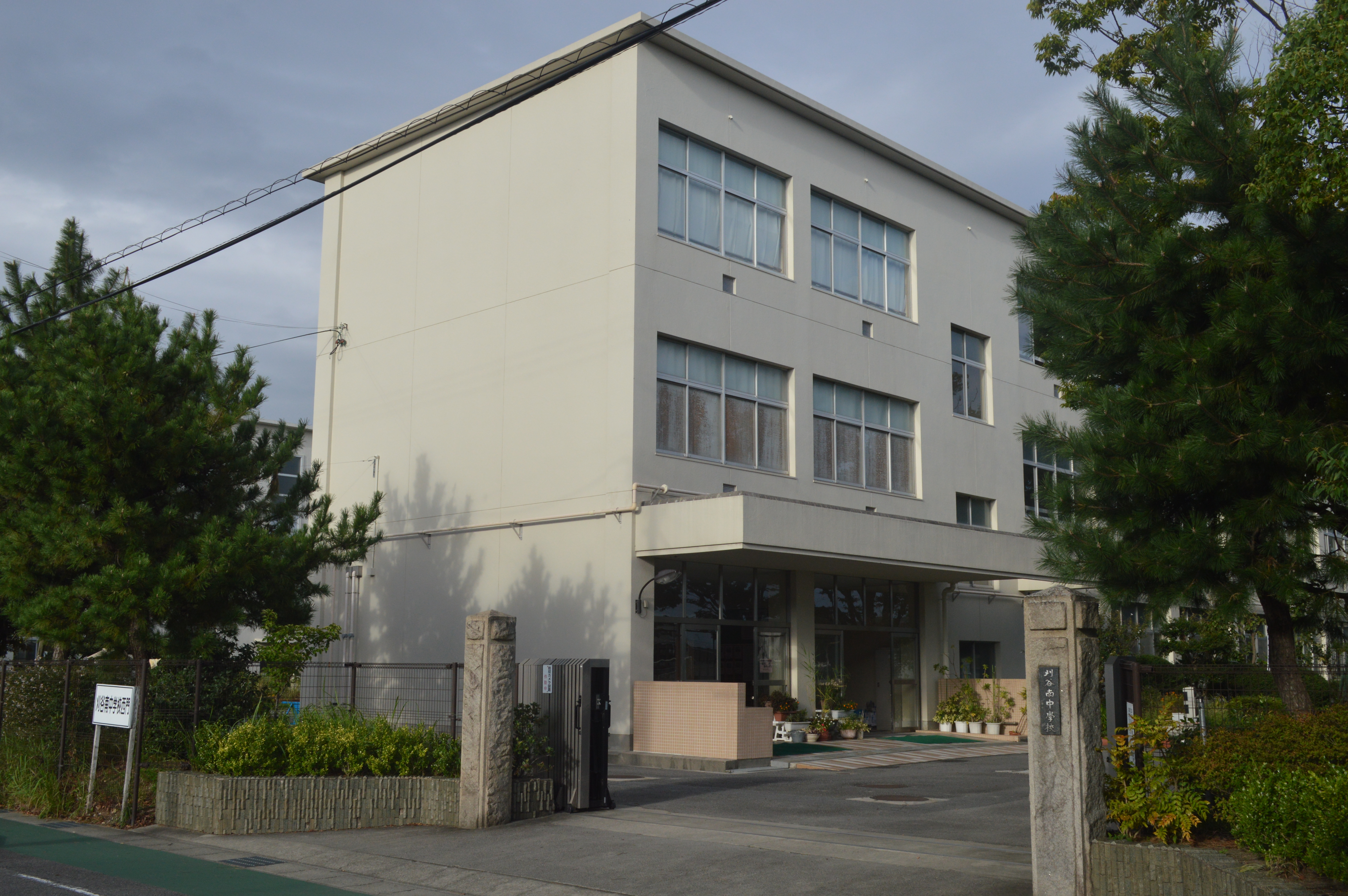
刈谷市立刈谷南中学校
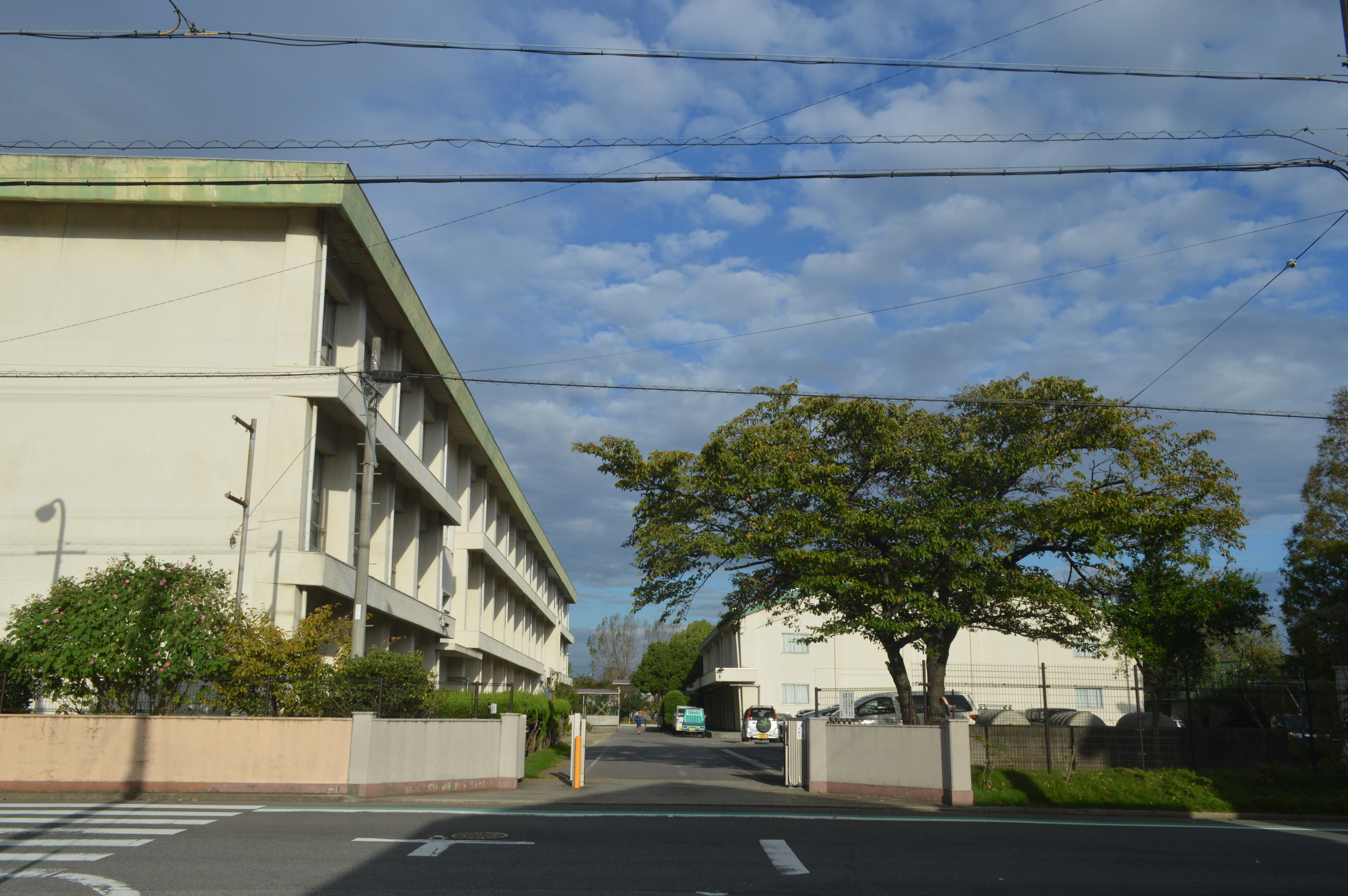
刈谷市立住吉小学校
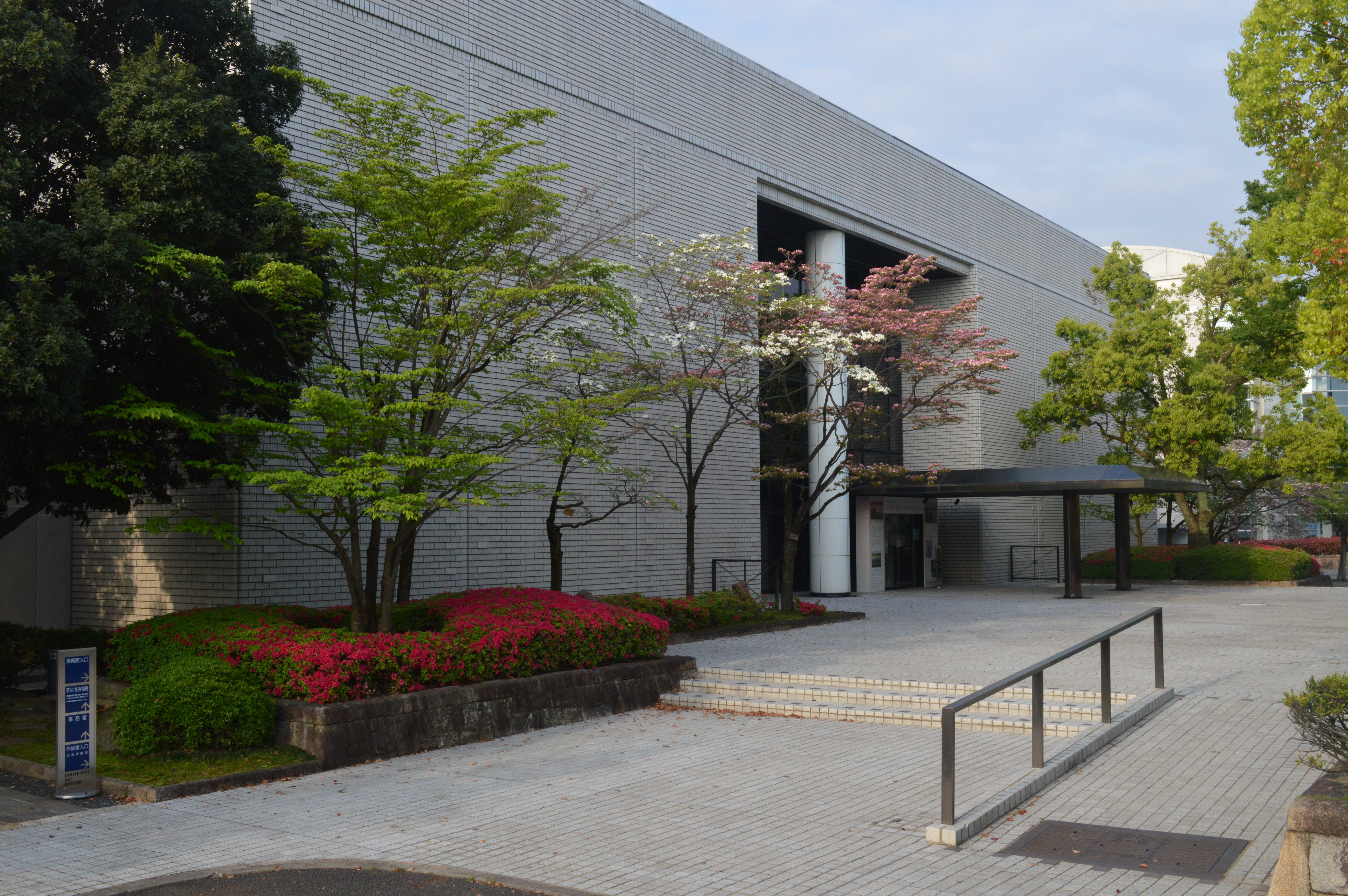
刈谷市美術館
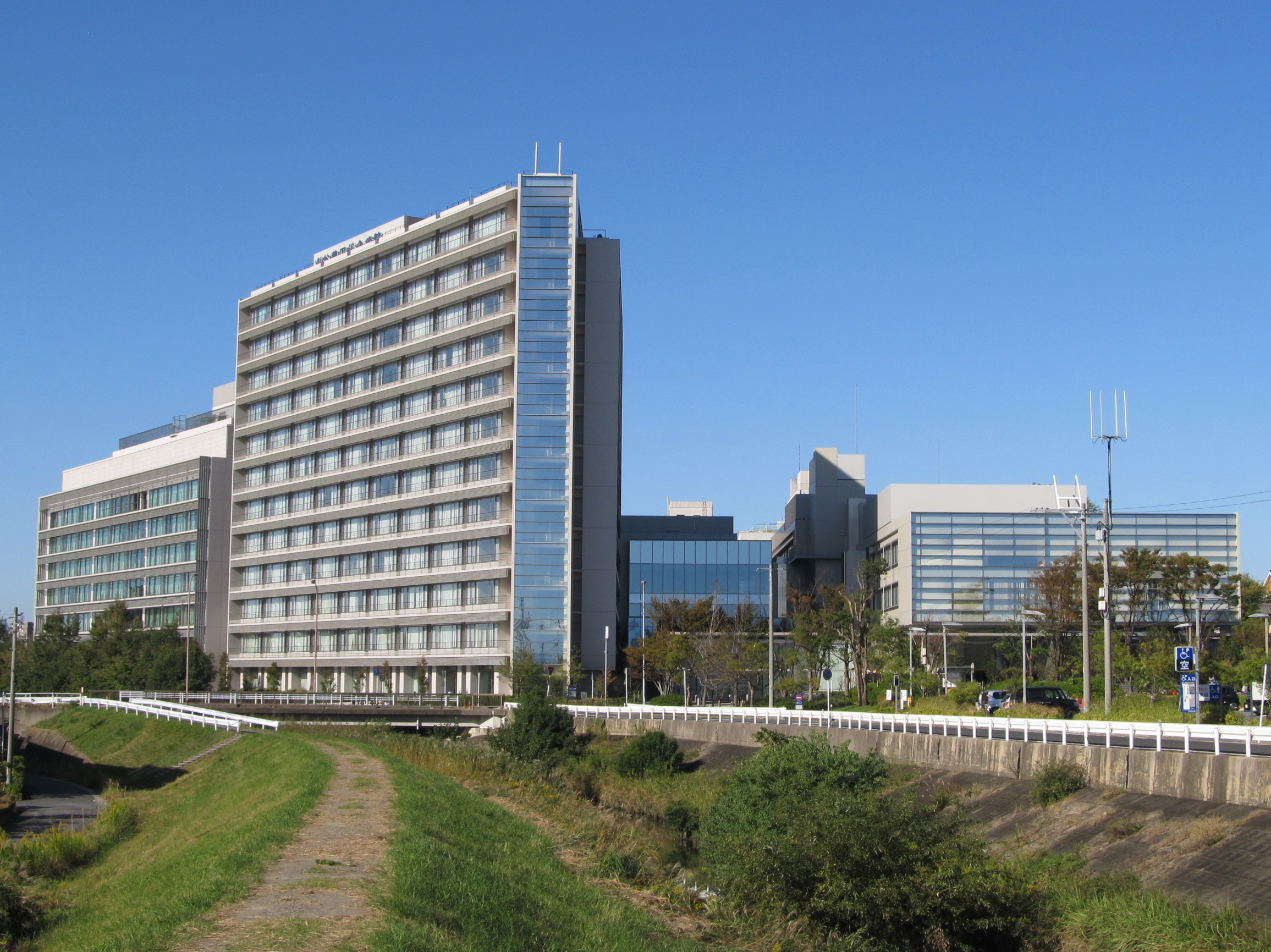
刈谷豊田総合病院